# 連邦団結発展協会
連邦団結発展協会（れんぽうだんけつはってんきょうかい、ပြည်ထောင်စုကြံ့ခိုင်ရေးနှင့်ဖွံ့ဖြိုးရေးအသင်း、Union Solidarity and Development Association、USDA）は、1993年9月13日に国家法秩序回復評議会（SLORC、軍事政権）によって設立された翼賛団体。軍事政権の外郭団体であり、ミャンマーの現支配者に対する後援の糾合に力を尽くしている。本部はヤンゴンにあり、全国規模で組織が機能している。組織の標語は、「士気、規律、連帯、統一」である。会員数は公称2400万人。

## 歴史
1993年9月15日に内務省に設立登録。中央執行委員会や書記局には、大臣や市長などの要人が名を連ね、全国の地方域、州、県、郡、町区、村落区に設立され、1993年の時点で374の支部があった。インドネシアの政党・ゴルカルがモデルと言われている。
入会資格は、性別、階層、信条は問われず、18歳以上がシニアメンバー、10歳以上18歳未満がジュニアメンバーとされた。入会費用はシニアメンバーが月額5ks、ジュニアメンバーが無料。公務員は政党に加入できなかったが、USDAは「協会」であったため加入できた。1997年には751万人、1998年には1000万人、2005年には2280万人の会員がいると発表された。
当時、軍政はアウンサンスーチー以下国民民主連盟（NLD）と激しく対立しており、USDAは主に彼らの政治活動を妨害するために駆り出された。スーチーは、USDAについて以下のように述べている。
USDAは、2度、スーチー襲撃事件を起こしている。
1度目は、1996年11月9日、スーチーが乗った車がヤンゴン市内で暴徒に囲まれ、棍棒や石で襲撃されるという事件で、事件後、スーチーはUSDAの仕業であるという見解を示した。2度目は、2003年5月30日、サガイン地方域・モンユワ近郊のディベイン村で、遊説中だったスーチー一行が乗った車が、USDAのメンバーと思われる数千人の暴徒に襲撃される事件で、政府発表によれば4人、目撃者の証言によれば70人の死者が出たと伝えられる。事件後、スーチー以下100人以上のNLD党員の身柄が拘束され、結局、スーチーは、三度、自宅軟禁下に置かれた。
憲法制定の機運が高まってくると、政府はUSDAのメンバーを動員した新憲法支持の集会を全国各地で開催。2005年には来たるべき選挙に向けて、UDSAの政党化が示唆され、2010年3月29日、テインセインを党首とする連邦団結発展党（USDP）に改組された。

## 準軍的役割
USDAは、「現代的意義の人民戦争理論」なる国軍の軍事ドクトリンの下、軍事訓練を受けて、「対外侵略部隊」「国家防衛部隊」、「人民の力機構」といった準軍的組織に組織されていた。2004年にキンニュンが解任され、国防省情報局（DDSI）が解体された後は、諜報活動も担うようになり、NLDやその他の野党のメンバー、時には政府の人間を監視する任務を引き受けていた。

## 経済活動
USDAはミャンゴンミン社（Myangonmyint Company）をフロント企業としてビジネスにも携わっていた。ヤンゴンのパンロンヤダナ（Panlong Yadana）市場とテインジー（Theingyi）市場の管理権を取得し、バスや鉄道の路線やレンタカーサービスを運営し、税金を徴収していた。また住宅や不動産、漁業、稲作、精米、セメントや建設資材の輸送、水の供給に携わり、自動車、バイク、スペアパーツを関税なしで輸入していた。

## 組織の目的

### 協会の目的[1]
1. 連邦分裂阻止
2. 諸民族分裂阻止
3. 国家主権堅持
4. 国家の尊厳の促進と活発化
5. 国家の平和、繁栄、近代化の促進

1から3は国軍の三大大義と同じである。

### 協会メンバーの4つの誓い[1]
1. ミャンマー連邦とその国民に忠実であれ。
2. 3つの国家目標、連邦分裂阻止、諸民族分裂阻止、国家主権堅持の維持に努力する。
3. 平和、繁栄、近代的国家の建設に努力する。
4. 本協会の行動原則を遵守する。